# بكاريس أكبر
بكاريس أكبر (الاسم العلمي:Baccharis maxima) هو نوع من النباتات يتبع جنس البكاريس من الفصيلة النجمية.